# Nanjing (Zhangzhou)

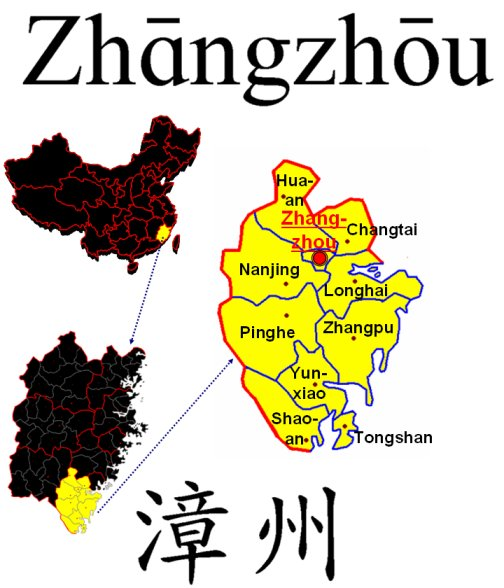
Kreise der bezirksfreien Stadt Zhangzhou

Nanjing (chinesisch 南靖县, Pinyin Nánjìng Xiàn) ist ein Kreis in der bezirksfreien Stadt Zhangzhou der chinesischen Provinz Fujian. Er hat eine Fläche von 1.956 km² und zählt 305.259 Einwohner (Stand: Zensus 2020). Sein Hauptort ist die Großgemeinde Shancheng (山城镇).

## Administrative Gliederung
Der Kreis Nanjing setzt sich aus elf Großgemeinden zusammen. Diese sind: 
- Großgemeinde Shancheng 山城镇
- Großgemeinde Jingcheng 靖城镇
- Großgemeinde Longshan 龙山镇
- Großgemeinde Chuanchang 船场镇
- Großgemeinde Jinshan 金山镇
- Großgemeinde Hexi 和溪镇
- Großgemeinde Kuiyang 奎洋镇
- Großgemeinde Nankeng 南坑镇
- Großgemeinde Fengtian 丰田镇
- Großgemeinde Meilin 梅林镇
- Großgemeinde Shuyang 书洋镇

Koordinaten: 24° 39′ N, 117° 18′ O